# Kerkhof van Nazareth
Het Kerkhof van Nazareth is een gemeentelijke begraafplaats in de Belgische gemeente Nazareth. Ze ligt rond de kerk gewijd aan Onze-Lieve-Vrouw en Sint-Antonius Abt in het centrum van de gemeente. Op het kerkhof staat een herdenkingsmonument voor de slachtoffers van de beide wereldoorlogen.

## Militaire graven

### Belgische graven
Op het kerkhof liggen de graven van 2 Belgische gesneuvelden uit de Eerste Wereldoorlog. Het eerste is van Albert Van den Bossche die op 19 maart 1915 als krijgsgevangene stierf in Keulen. Het andere graf is van Maurice Joseph Caenepeel, gesneuveld in Nazareth op 8 november 1918.

### Brits graf
Hier ligt 1 Britse gesneuvelde uit de Eerste Wereldoorlog. De Canadese luitenant Huson Grand Murray was als piloot bij de Royal Air Force in dienst toen hij sneuvelde op 27 oktober 1918. Zijn graf wordt onderhouden door de Commonwealth War Graves Commission en is er genoteerd onder Nazareth Churchyard.